# Bittacus imatongensis
Bittacus imatongensis är en näbbsländeart som beskrevs av Mickoleit 1979. Bittacus imatongensis ingår i släktet Bittacus och familjen styltsländor. Inga underarter finns listade i Catalogue of Life.